# Карти, Хью
Хью Карти (англ. Hugh Carthy; род. 9 июля 1994, Фулвуд, графство Ланкашир, Великобритания ) — британский профессиональный шоссейный велогонщик, выступающий c 2017 года за команду мирового тура «EF Pro Cycling».

## Достижения
2012
1-й   - Юниорский тур Уэльса — ГК
1-й - этап 2
2014
1-й   - Тур Кореи — ГК
1-й   — МК
1-й - этап 7
6-й - Тур Японии — ГК
1-й   — ГрК
1-й   — МК
6-й - Мзанси Тур — ГК
1-й - пролог (КГ)
2015
9-й - Тур Жеводан Лангедок-Руссильон — ГК
1-й   — МК
9-й - США Про Сайклинг Челлендж — ГК
2016
1-й   - Вуэльта Астурии — ГК
1-й   — МК
1-й - этап 1
6-й - Пруэба Вильяфранка-де-Ордисиа
8-й - Джиро дель Аппеннино
8-й - Гран-при Мигеля Индурайна
9-й - Вуэльта Каталонии — ГК
1-й   — МК
9-й - Вуэльта Мадрида — ГК
2018
3-й - Классика Колорадо — ГК
1-й  — ГрК
5-й - Тур Юты — ГК
| ГК  | Генеральная классификация |
| ГрК | Горная классификация      |
| МК  | Молодёжная классификация  |

### Гранд-туры
| Гонка           | 2016 | 2017 | 2018 |
| --------------- | ---- | ---- | ---- |
| Джиро д'Италия  | —    | 92   | 77   |
| Тур де Франс    | —    | —    | —    |
| Вуэльта Испании | 125  | —    | —    |

| — | Не участвовал |